# Jago (rivière)
Pour les articles homonymes, voir Jago.
La rivière Jago est un cours d'eau d'Alaska, aux États-Unis situé dans le borough de North Slope.

## Description
Longue de 90 milles (145 km), elle prend sa source à l'issue d'un glacier des montagnes Romanzof (chaîne Brooks) et coule en direction du nord pour aller se jeter dans la mer de Beaufort à 7 milles (11 km) de l'île Barter.
Son nom lui a été donné en 1919 par Leffingwell, de l'United States Geological Survey en l'honneur du lieutenant Jago.

## Sources
- (en) « Jago (rivière) », Geographic Names Information System